# Škver
Škver [škvêr] (italijansko squero, beneško: squèro) je manjša obrtna delavnica oziroma ladjedelnica za izdelavo, obnavljanje in vzdrževanje izključno manjših lesenih plovil (do 25 ali 26 metrov), na tradicionalen, ročni način.
Žargonski izraz škver izhaja iz italijanske besede squero, ki v splošnem pomeni majhno obrtno ladjedelnico, opremljeno z orodjem, lesom in sanmi z navozom. Po navozu so potegnili plovilo iz vode na kopno oz. so ga spustili v morje. Manjša plovila so gradili v preprosti pokriti zgradbi, večja pa na prostem. Z besedo škver so imenovali tudi najpomembnejši začetni »pripomoček« pri izdelavi vsake nove lesene barke, in sicer močan, raven tram, togo pritrjen v tla, ki je služil kot osnova in podlaga za kobilico, na katerem so potem zgradili celotno barko.
Škveri in tehnologija dela v njih so se skozi stoletja spreminjali. V škverih sprva ni bilo orodja in ga je vsak ladjedelec prinašal s seboj; šele pozneje so škvere opremili s potrebnim orodjem in stroji. Prav tako v preteklosti nekateri škveri niso hranili in pripravljali ladijskega lesa (priskrbeti si ga je moral naročnik plovila), spet drugi pa so imeli svoja skladišča in so sami iskali, naročali, pripravljali ter skladiščili ladijski les.

## Zgodovina ladjedelstva v Istri
Istrska in s tem naša današnja obala je bila nekoč nadvse bogata po številu različnih lesenih plovil. To dokazuje, da je bila nekoč na tem prostoru močno razvita obrt izdelovanja plovil. Na tako veliko število plovil sta vplivala predvsem geografski položaj in zgodovina naše obale. Tu sta se mešala severno jadranski lagunski slog gradnje, ki so ga obvladovali domači italijanski graditelji in dalmatinski, ki so se v Istro priselili predvsem po drugi svetovni vojni. Pomemben prispevek k raznolikosti tradicionalnih plovil pa so dodale še soline in z njimi povezana opravila.

### Vpliv naravnih danosti na gradnjo manjših plovil
Severni Jadran, v katerem je tudi naša kratka obala, je drugačen od preostalega Jadrana. Vemo, da je tu morje plitvo, da ni strmih in globoko v morje segajočih obal, da je veliko rek, ki prinašajo s seboj tako veliko hrane, kot polucijo. Vemo, da je manj slano kot preostali Jadran itd. flora in favna sta se tu prilagodili drugačnim razmeram. Nista pa se prilagajali le morska favna in flora. Poleg naštetega, so na razvoj in tipe plovil, ki so jih tradicionalno gradili in uporabljali skozi stoletja na slovenski obali bistveno vplivali tudi geografski položaj, vetrovi, lagunska obala in dno, prisotnost solin ter nekatere kulturne in zgodovinske danosti. Lagunsko, plitvo dno in soline so zahtevali manjša, okretna plovila s čim manjšim ugrezom. V severnem Jadranu je vsak škver, kjer so gradili bracere, barkine, tope itd. vedel, da bodo te barke uporabljene tudi v solinah, ki so bile svoj čas pri Trstu, Kopru, Piranu ... in ne le v solinah. Po nekatere kmečke pridelke, les, oglje in drugo se je bilo treba z bracerami preriniti po ovinkastih rečicah in kanalih kar nekaj kilometrov daleč v “zaledje”. To je bilo seveda izvedljivo le ob plimi in z ustrezno barko. Lahko rečemo, da so oblike in konstrukcije plovil posledica vsaj treh vplivov: naravnega okolja (plitvo dno, lagunska obala, soline ...), namena (ribarjenje, prevoz blaga ...) in izročila. Slednje je prišlo do izraza predvsem pri manjših plovilih.

## Škveri na Slovenski obali
Na Slovenski obali je v različnih obdobjih obstajalo različno število »škverov«, majhnih obrtniških ladjedelnic, kjer so ročno izdelali lesena plovila od začetka do konca. Na njej je delovalo, v odvisnosti od obdobja, celo osem in več takšnih ladjedelnic. V sredini 19. stoletja je npr. imel Piran kar tri škvere, Izola in Koper pa po dva. Malih priročnih škverov, v katerih ni bilo nobenega zaposlenega in so imeli zgolj manjše sani za vleko barke na kopno, ter so bili namenjeni predvsem vzdrževalnim delom na majhnih ribiških čolnih, je bilo še veliko več. Ob tem pa je treba poudariti, da so domačini za manjše posege na svoji barki uporabili vsak ustrezen kos obale ali celo pomola. Majhna plovila, kot so bateline, kaiče, batane in podobno pa so gradili kar v kleti ali na vrtu.

### Gradnja lesenih plovil
Skozi stoletja se je izkazalo, da je za kakovost plovila in njegovo trajnost ključen les, ne pa npr. konstrukcijske značilnosti. Prenekateri škveri so uporabili slab les, ki je v težkih morskih razmerah hitro razpadel. Iz arhivskih dokumentov so znani primeri tožb, ki so bile vložene kmalu po splovitvi plovila. Tega so se zavedali tudi naročniki in nič nenavadnega ni bilo, da je naročnik sam zagotovil les za naročeno plovilo. Ladijski les je moral zadovoljevati dvema pojmoma kakovosti: moral je biti naravno kvaliteten in odžagan v ustreznem času, potem pa pravilno sušen, konzerviran in prepariran, da je lahko dolgo služil namenu. Če povzamemo, da se je hrast v globino sušil na zraku centimeter na leto in konzerviral v blatu, lahko vidimo, kako dolgo je trajala priprava lesa, preden so ga razžagali in vgradili. Priprava lesa je zahtevala veliko znanja in izkušenj, o čemer pa pravi mojstri žal nekoč niso želeli ne preveč govoriti, še manj pa pisati.
Konstrukcije lesenih plovil so bile ne le specifične za vsak tip plovila, pač pa so jih ladjedelci skrivali kot zlato. Le zakaj so nekatera plovila kljubovala še tako hudemu morju, druga pa so za večno ostala na dnu že pri majhnem vetru? Čemu so nekatera bila hitrejša od drugih, zakaj nekaterih valovi niso niti premaknili, druga pa so že na majhnih valovih poplesovala kakor balerine? Še mnogo je vprašanj, odgovori pa se skrivajo v konstrukciji plovila. To je ob kakovostnem in pravilno izbranem lesu drugi najpomembnejši dejavnik vzdržljivosti plovila. Kljub različnim konstrukcijam lahko neke značilnosti lesenih plovil posplošimo in jih privzamemo za tipične na področju gradnje lesenih bark. Konstrukcija plovila je morala upoštevati tri ključne cilje: trdnost, kakovostne pomorske lastnosti (stabilnost, upravljivost, hitrost itd.) in preprosto vzdrževanje plovila (npr. kako zamenjati poškodovan del plovila, ne da bi razdrli celo barko). Na naši obali lahko skozi čas izdvojimo, konstrukcijsko gledano, dve osnovni skupini plovil. V prvo spadajo plovila z ravnim dnom, ki so bila najpogosteje brez kobilice in z zelo preprostim ogrodjem; v drugo, večinsko skupino, pa sodijo lesena plovila z ločenim ogrodjem.
Kako so jih izdelovali?
Ko govorimo o gradnji lesenih plovil je treba ločiti gradnjo, kjer sodelujejo »mojstri«, ladjedelci, ki gradijo zahtevnejša plovila, od gradnje majhnih plovil za individualne potrebe. Manjša plovila so se gradila brez načrtov, izključno na podlagi izkušenj in ustnega izročila. Tisti, ki so veljali za »pravi naslov« za izdelavo batela (tako so se ob naši obali nekoč imenovala vsa manjša ribiška plovila za individualni ribolov z ravnim dnom) so imeli že pripravljene šablone, ki so jih potem le prerisali na ustrezne kose lesa. In če je bila pomoč kolikor toliko spretna, je najpreprostejša batelina, dolga cca. 4 metre, plula po vsega nekaj dneh gradnje. Nič neobičajnega ni bilo, da sta take manjše čolne izdelala člana ene družine, oče in sin. Za majhna plovila z ravnim dnom je bilo najprej treba priskrbeti močno, ravno površino, npr. močan lesen tram, ki se je “zasidral” v tla, da je bil kar najbolj stabilen. Nanj so pritrdili in usločili srednjo desko dna. Nanjo so pritrdili rebra, čez njih pa oplato. Na koncu je prišla na vrsto paluba. Teh plovil niso zatesnjevali in tudi katranizirali so jih malokrat, pač pa so jih najpogosteje le zaščitili z lanenim oljem ter prebarvali. Špranje je zaprla sama vlaga po tem, ko so plovila spustili v morje in je le-to “napihnilo” deske ter tako zaprlo špranje.
Povsem drugače pa je bilo z večjimi, zahtevnejšimi plovili.
Ta so vedno gradili z močnim ogrodjem, katerega temelj je bil gredelj ali kobilica z močnima premčno in krmno statvo. Na to osnovo so postavljali rebra, ki so zagotavljala trdnost plovila in oporo oplati. Spone so zagotavljale povezavo in kompaktnost celotnega skeleta in omogočale pritrditev palube. Tako kot manjša, so tudi ta plovila potrebovala najprej močno, ravno in stabilno podlago. Povedano drugače, izgradnja malega športnega guca ali pasare, ki so jih predvsem spretni Dalmatinci gradili v obdobju šestdesetih let v marsikateri kleti na naši obali, je potekala zelo podobno kakor izgradnja velike trabakule. Ko je bilo plovilo zaprto, je bilo treba kimente (špranje) med deskami zatesniti. Ta proces se je imenoval kalafatanje. Sledila je zaščita lesa z raznimi premazi.
Vrhunec gradnje  manjšega lesenega plovila je bila splovitev. To je bil vedno velik dogodek, ki si ga je ogledalo veliko meščanov ali prijateljev ali naključnih udeležencev. Tradicija je narekovala lastniku, da poskrbi za dobro razpoloženje vseh prisotnih in da osebno dokonča plovilo. To je seveda bilo udejanjeno s kakšnim simboličnim zamahom kladiva, zabijanjem še zadnjega žeblja in podobno, včasih tudi z manjšo pogostitvijo, velikokrat pa so navzoči kar sami poskrbeli, da so novo plovilo (ki se velikokrat ni gradilo ravno na obali) spravili v morje.

## Škver sv. Jerneja vSeči

### Jadranska lesena plovila
- barkin
- batana
- batelina
- bracera
- bragoc
- čupa
- gajeta
- guc
- kajič
- leut
- loger
- pasara
- pelig
- maona
- štilac
- tartana
- tonera
- topo
- trabakula

### Z lesenimi plovili povezani žargonski izrazi
- ašta - premčna ali krmna statva
- banda, bandamorte, mrtva banda - pogovorno ograjica ob boku barke nad palubo (naslonjena na bando), ki v tem primeru  pomeni tudi bok v celoti
- batelon - po vzoru batane izdelano plovilo velikih dimenzij, tudi nad 10 m dolžine
- biša - črvu podobna školjka iz družine Teredo (Teredinidae), ki živi v lesu in se z njim prehranjuje. V podvodnem delu barke in kobilici vrta v lesu »hodnike« ter ga tako razkraja in uničuje. Barko je težko zaščititi pred njim. Nekdaj so v boju proti temu škodljivcu podvodni del oblagali celo z bakreno pločevino.
- bitva, mankola - močnejši, izpostavljen stebrič na ograji bark, namenjen vezanju plovila, naprenjanju jader itd. Na barki lahko nastopa samostojno ali v paru. Tudi kamniti ali kovinski stebrič na obali ali privezu, na katerega se natakne zanka privezne vrvi.
- bokaport (hrv. purtela) - odprtina na palubi za vstop v podpalubje, pogovorno tudi pokrov za pokrivanje teh vhodov
- bracara - lesena prečka, položena čez majhne batele, namenjena lažjemu veslanju. Na koncih bracare so palci, med katere se polagajo vesla. Na obalah Istre sta bili v uporabi tako enodelna kot dvodelna bracara
- bujol - leseno vedro
- cima - vrv (narečno)
- feral - močna luč tik nad morjem za privabljanje rib pri nočnem ribolovu
- fošina - ost na dolgem ročaju z vrvico (narečno), lahko tudi trizob
- gornji voj (glej centa)
- kalafatanje (hrv. šuperenje) - zatesnjevanje špranj med lesenimi madirji plovila. Za to delo se uporabljajo lesena kladiva in topa, dletom podobna orodja, s katerimi se predivo nabija v špranje
- kaluža - najnižji del v notranjosti barke, pod podnicami, kjer se zbira voda, kondenz, »pobeglo« motorno olje, gorivo in podobno. Treba jo je redno prazniti s črpalkami, posebnimi posodami ali sosolami.
- kasar, kaštel - privzdignjeni del palube na premcu ali krmi
- kiment - reža med madirji
- kontracenta, nerva - notranja, najvišja in najmočnejša okrepitev, ki poteka pod palubo in čez vsa rebra ter se na premcu in krmi spoji z zojo. Nanjo se pritrjujejo podpalubne spone. Nahaja se na drugi strani reber, nasproti centi.
- kovertela - (ital. covertela) je širša letev, ki poteka po zgornjem delu nadboka in pokriva nadrebra
- lungeron - močan kos lesa, tram, ki poteka čez več reber in je podlaga, na katere se namesti notranji motor. Za namestitev motorja sta potrebna dva lungerona.
- maček - tip preprostega sidra s tremi ali štirimi kraki, še danes najpogostejše sidro na manjših plovilih
- madir, majer - posamezna deska zunanje ali notranje oplate
- mezzobatana - (mezzo v italijanščini pomeni pol) je batana, ki se ne ujema povsem z definicijo batane, ampak je »tu nekje«, ker ima lastnosti tudi drugovrstnih plovil
- nadrebra - od reber ločeni nosilci za ograjo (bandamorte) barke. Običajno jih je pol manj kot reber in se nanje pritrjujejo
- pajol, podnice - notranje dno plovila, narejeno iz desk, položenih po zgornjem delu reber na dnu barke ali na posebne nosilce, po katerih se hodi
- paramezal hrv. pasmo - močan tram (ali deska pri majhnih plovilih) ki teče po sredini na zgornji strani reber in vsa rebra močno poveže s kobilico, tudi protikobilica
- pašajica - dolga kovinska palica z navojem, ki se uporablja za povezovanje debelih kosov lesa med seboj (npr. ašto s protiašto) tako, da iz vsake strani vstavi podložka in matica.
- peta, peta jamborja - krajši, močan kos lesa, ki se razteza čez 3 - 6 reber, v katerem je izvrtina za umestitev jamborja
- poleno - lesena okrasna figura, ki se je pri manjših barkah nameščala na vrh premčne ašte, pri večjih pa na vrh ali pod kosnik. Lahko je oblikovana preprosto ali izredno umetelno.
- rebrnica - del rebra na dnu plovila
- sesola - iz mehkega in lahkega lesa izdelana »zajemalka« za praznjenje vode iz barke.
- snast, tudi jadrovje, takelaža - vsa oprema nad palubo, vključno z jamborji in jadri, vrvmi ipd.
- statva, glej tudi ašta, močnejši, ustrezno oblikovan kos lesa, ki na premcu ali krmi zaključuje plovilo. Poznamo premčno ali krmno ašto. Ašte se so najpogosteje pritrjene na kobilico, na njih se iztekajo in pritrjujejo boki.
- šijavoga - način enoročnega veslanja z le enim krajšim veslom na krmi majhnih barčic. Pri veslanju je veslač k veslu obrnjen s hrbtom.
- škaca - podstavek z izvrtino, v katero se vtakne jambor, lahko je le izvrtina na paramenzalu. Večkrat se tako imenuje tudi peta jamborja, čeprav se s tem pojmom ladjedelci najpogosteje pojmujejo dno jamborja, ki se vtakne v škaco.
- zbaja - kos rebra, ki drži palubo, spona
- zoja - močan, velik in pogosto ukrivljen kos lesa, ki spaja premčna ali krmna rebra z vzdolžnimi okrepitvami.